# Geoffrey Chapman
 (janvier 2012).
Si vous disposez d'ouvrages ou d'articles de référence ou si vous connaissez des sites web de qualité traitant du thème abordé ici, merci de compléter l'article en donnant les références utiles à sa vérifiabilité et en les liant à la section « Notes et références ».
Geoffrey Chapman (né le 5 avril 1930 et mort le 9 mai 2010) était un éditeur australien. Il est le fondateur de Geoffrey Chapman Ltd qui a publié plus de 90 titres ecclésiastiques.